# Pseudobrillia gotobecea
Pseudobrillia gotobecea är en tvåvingeart som beskrevs av Sasa och Suzuki 2000. Pseudobrillia gotobecea ingår i släktet Pseudobrillia och familjen fjädermyggor. Inga underarter finns listade i Catalogue of Life.